# 雙標紫斑蝶
雙標紫斑蝶（Euploea sylvester）是紫斑蝶屬的一種蝴蝶。本種因雄蝶翅背面有兩對明顯的性標，故名；台灣亞種（E. s. swinhoei）的亞種名與別名「斯氏紫斑蝶」係指英國籍外交官兼生物學者斯文豪。

## 描述
本種為中型斑蝶，具雌雄二型性。全身黑褐色，有白色斑點與線紋。頭部與觸角黑褐色，下唇鬚前伸，外側具白斑。胸腹部黑褐，腹面及側面各有白點列。前足黑褐，雄蝶跗節癒合成匕狀、具毛；雌蝶則分節、有爪、無毛。
前翅長43-47 mm，呈三角形，雄蝶翅緣弧形，翅頂鈍；雌蝶外、後緣較直。後翅圓形。翅背面黑褐泛藍紫色金屬光澤，亞外緣與外緣有藍白及白色斑列，後翅前緣另有灰斑。
雄蝶前翅CuA2室具兩條灰色長形性標。翅腹面褐色略帶光澤，外緣與亞外緣有白色點列。前翅中央有三白斑呈三角形排列，後翅中央則為數個小白點。中室末端也具白斑，前翅較明顯，後翅較細小。緣毛黑白相間。雄蝶氣味刷呈淡褐色。

## 分布

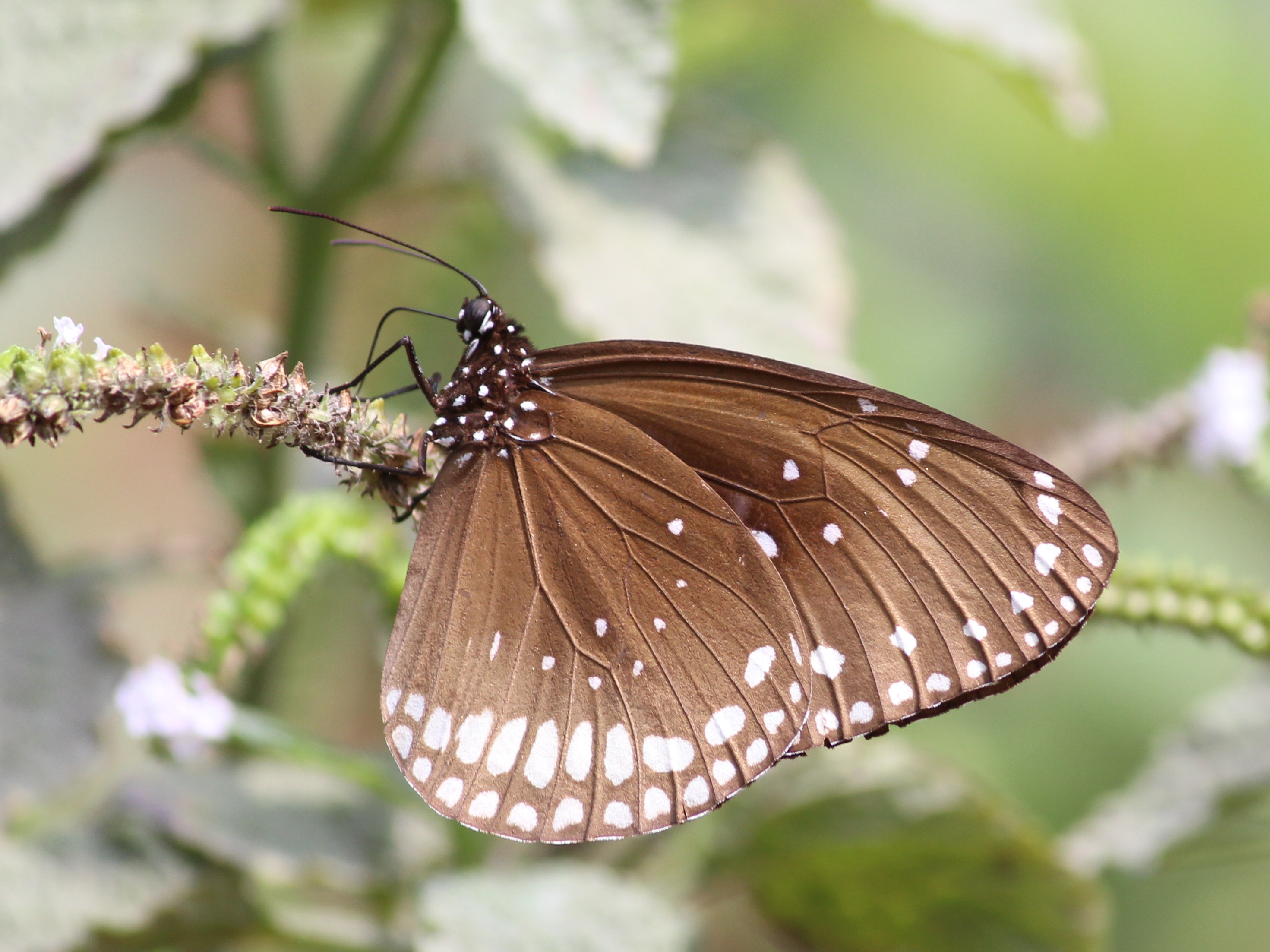
印度亞種（E. s. coreta）

本種廣泛分布於南亞、東南亞、澳洲、新幾內亞等地。台灣地區於本島中海拔地區可見，多以特有亞種歸類；恆春半島曾有菲律賓產亞種（E. s. laetifica）的採集紀錄。

## 生態習性
本種幼蟲以夾竹桃科武靴藤為食，一年多世代，全年皆可見其活動。
成蝶全年可見，常聚集於南臺灣峽谷越冬，著名的「紫蝶幽谷」景象，即為本種與其他紫斑蝶屬物種聚集所形成的。

## 近似種
- 異紋紫斑蝶（Euploea mulciber，又名：端紫斑蝶）
- 小紫斑蝶（Euploea tulliolus koxinga）

## 資料來源
1. 1 2  徐堉峰. . 台中市: 晨星出版社. 2013. ISBN 978-986-177-668-2.
2. 1 2  徐堉峰，梁家源，黃智偉，沈宗諭. . 農業部林業及自然保育署. 2021/12. ISBN 9786267100523.

## 外部連結
- 维基共享资源上的相關多媒體資源：雙標紫斑蝶
- 維基物種上的相關：雙標紫斑蝶